# فرودگاه شهری همیلتون (نیویورک)
فرودگاه شهری همیلتون (نیویورک) (به انگلیسی: Hamilton Municipal Airport (New York)) یک فرودگاه همگانی بهره‌برداری هوایی است که یک باند فرود آسفالت دارد و طول باند آن ۱۶۲۰ متر است. این فرودگاه در کشور ایالات متحده آمریکا قرار دارد و در ارتفاع ۳۴۷ متری از سطح دریا واقع شده‌است.